# Ça vaut mieux que d'attraper la scarlatine
Ça vaut mieux que d’attraper la scarlatine est une chanson humoristique extraite de l'opérette Normandie, montée au Théâtre des Bouffes-Parisiens en 1936, sur un livret de Henri Decoin et André Hornez, avec une musique de Paul Misraki. Avec Tout va très bien, madame la marquise et Qu'est-ce qu'on attend pour être heureux ?, c'est un des grands succès de Ray Ventura et ses Collégiens.

## Description
Ça vaut mieux que d’attraper la scarlatine est une invitation à relativiser face aux aléas de l'existence, en rappelant que d'autres événements pourraient être autrement fâcheux. Ainsi un attouchement, l'empalement, le viol, la circoncision, ou la peine de mort valent-ils mieux que l'énumération présente dans le refrain, devenu célèbre : « Ça vaut mieux que » : « d'attraper la scarlatine », « d'avaler d' la mort-aux-rats », « de sucer d'la naphtaline », « de faire le zouave au pont d'l'Alma ». Le dernier refrain propose des variantes ; « Ça vaut mieux que » : « d'avaler le pont d' l'Alma » « du vinaigre dans les sardin's », « d'faire le zouave chez Ventura ».

## Dans la fiction
Dans les aventures de Tintin, la chanson est chantée par le personnage de Séraphin Lampion à la dernière page de L'Affaire Tournesol. Celle-ci provoque la fuite de la famille Lampion qui prend peur de la contagion à la suite d'une conversation avec le professeur Tournesol une fois de plus victime d'un malentendu.